# Volutopsion
Volutopsion is een geslacht van weekdieren uit de klasse van de Gastropoda (slakken).

## Soort
- Volutopsion castaneum (Dall, 1877)